# Myotis oxyotus
Myotis oxyotus é uma espécie de morcego da família Vespertilionidae.
Pode ser encontrada nos seguintes países: Bolívia, Colômbia, Costa Rica, Equador, Panamá e Venezuela.